# أنطونيو مارتين
أنطونيو مارتين (بالإسبانية: Antonio Martín Velasco)‏ مواليد 24 مايو 1970 في توريلاجونا، إسبانيا - الوفاة 11 فبراير 1994 في توريلاجونا، إسبانيا، كان دراج إسباني.

## روابط خارجية
- أنطونيو مارتين على موقع أرشيف الدراجات (الإنجليزية)
- أنطونيو مارتين على موقع CycleBase (الإنجليزية)